# Stade rochelais basket
Pour les articles homonymes, voir Stade rochelais (homonymie).
Actualités
Le Stade Rochelais Basket, section sportive du club omnisports français Stade rochelais basé à La Rochelle, est un club français de basket-ball évoluant en première division (Betclic Élite) du championnat de France.

## Historique
Le club est créé en 1932 sous le nom de « Rupella ».
En 1988, le club accède à la Pro B et s'y maintient avec chaque année une place dans les dix premiers. Le club est resté 8 ans en Pro B de 1988 à 1996, accueillant plusieurs anciens joueurs professionnels de NBA ou de Pro A (Stan Mayhew, Don Collins, Freddy Hufnagel...). Le 10 avril 1996, le club dépose le bilan et est rétrogradé en NM4 (6e division). le club est renommé « La Rochelle Basket 17 » et quatre ans plus tard, il remonte en NM2 et y reste jusqu’en 2012.
Le 13 mai 2012, grâce à sa victoire en playoffs sur Trappes (52-50), La Rochelle Basket 17 accède à la NM1.
Passé sous la coupe de l’Union Basket La Rochelle, « étage » professionnel du club, et de son Président Hubert Locmane, la formation entraînée par Gregory Thiélin fait sensation en se qualifiant deux fois consécutivement pour les play-offs, et même pour le Final Four lors de la saison 2013-2014. En 2014-2015, Fayçal Sahraoui et ses coéquipiers assurent le maintien en NM1.
Pour des raisons de réglementation sportive, l’UBLR, « étage » professionnel du club de Rupella pendant quatre saisons, disparaît en 2015. À partir de la saison 2015-2016, l’appellation « Rupella Basket 17 » concerne l’ensemble des équipes, amateurs comme professionnels, et des 240 licenciés qui constituent le club historique de La Rochelle. Un nouveau départ qui se traduit d’abord par un changement à la présidence de l’entité sportive, Hubert Locmane cédant la place à Cyril Moiroud.
Lors de la saison 2015-2016, le club est relégué en NM2.
Lors de la saison 2017-2018, le club gagne le droit de retrouver la NM1 et fusionne avec le puissant club de rugby du Stade rochelais, dont il reprend les couleurs jaune et noir, passe dans le giron du Stade rochelais omnisports fondé en 1896, et se voit renommer Stade rochelais Rupella.
En avril 2020, Aymeric Jeanneau devient directeur général, marquant une étape importante dans la structure du club. L'ancien international français a sept ans d'expérience dans l'équipe dirigeante du club strasbourgeois et son objectif est de préparer le Stade rochelais Rupella à un nouveau modèle qui l'amènera au plus haut niveau. Septembre 2021, Charles Kloboukoff, président fondateur de Léa Nature Group, a été élu conjointement par ses actionnaires président du conseil d'administration de la SAS du club, succédant à Dominic Salbrough.
Le club est promu en deuxième division à l'issue de la saison 2021-2022.
Le Stade rochelais se maintient en deuxième division, terminant à la 12e place du championnat de la saison 2022-2023.
Le Stade rochelais remporte au Palio contre le Boulazac Basket Dordogne le championnat de France de deuxième division 2023-2024 et est promu en première division du championnat de France.
Pour la saison 2024-2025, le budget prévisionnel du club est de 3,4 millions d'euros et sa masse salariale de 1,2 million d'euros, tous deux en dernière position parmi les clubs de première division.
Le club remporte sa première rencontre en première division lors de la 6e journée en battant la JDA Dijon à l'extérieur. Très faible offensivement, le club recrute Tom Digbeu en janvier 2025. Avec 34 points lors de sa première rencontre, Digbeu aide La Rochelle à obtenir sa deuxième victoire (et la première à domicile) en février 2025.

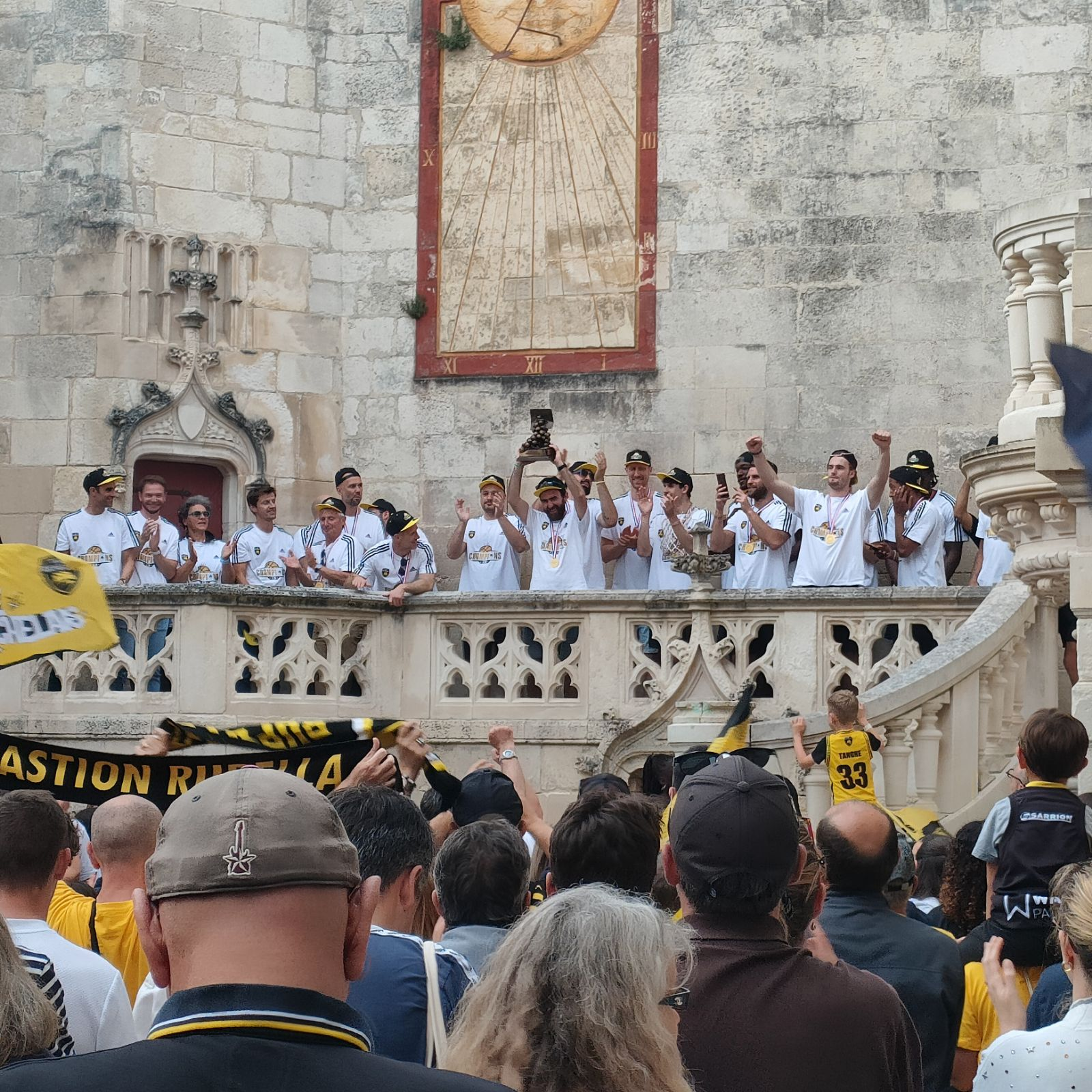
Célébration du titre de champion de France Pro B 2024
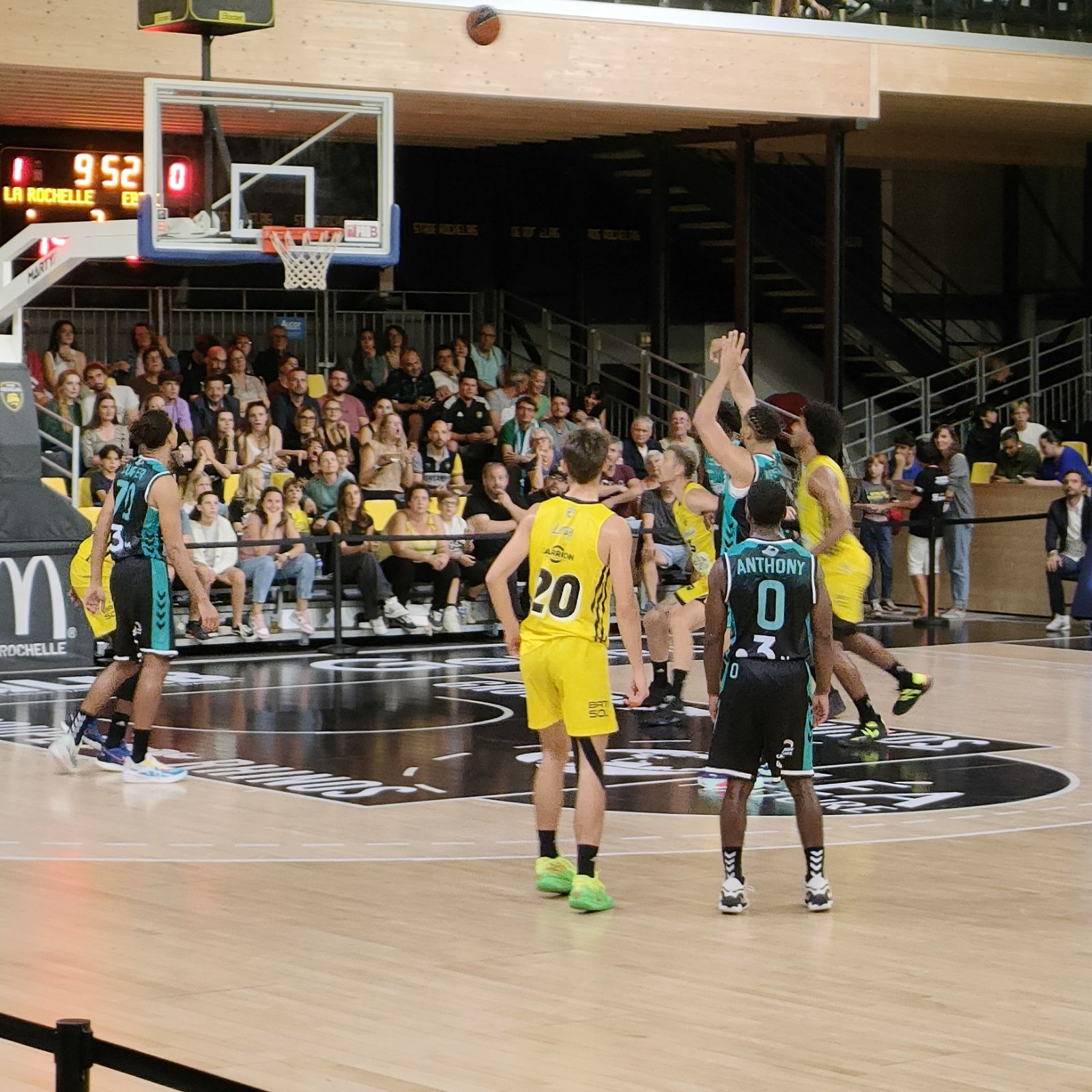
Stade Rochelais / Pau-Lacq-Orthez

## Identité

### Logos

Logo entre 2018 et 2021.
Logo utilisé depuis la saison 2021-2022.

## Résultats sportifs

### Palmarès
- Vainqueur du championnat de Pro B : 2024
- Finaliste de la Coupe de France amateur : 2007
- Vainqueur de la Coupe Charente-Maritime : 2008

### Bilan par saison
| Saison    | Championnat          | Matchs joués | Play-Offs       | Coupe de France | Coupe d'Europe | As / LC |
| 2023-2024 | 1er de Pro B         | 34           | Vainqueur       | 32e de finale   |                |         |
| 2022-2023 | 12e de Pro B         | 34           |                 | 32e de finale   |                |         |
| 2021-2022 | 6e de NM1 (Poule A)  | 26           | Vainqueur       | 64e de finale   |                |         |
| 2020-2021 | 3e de NM1 (Poule A)  | 26           | Annulé          | 64e de finale   |                |         |
| 2019-2020 | 12e de NM1 (Poule A) | 26           |                 | 64e de finale   |                |         |
| 2018-2019 | 9e de NM1 (Poule B)  | 24           |                 | 64e de finale   |                |         |
| 2017-2018 | 1er de NM2           | 24           | Demi-finaliste  |                 |                |         |
| 2016-2017 | 6e de NM2            | 26           |                 |                 |                |         |
| 2015-2016 | 17e de NM1           | 34           |                 | 32e de finale   |                |         |
| 2014-2015 | 12e de NM1           | 34           |                 | 32e de finale   |                |         |
| 2013-2014 | 5e de NM1            | 34           | Demi-finaliste  | 32e de finale   | -              | -       |
| 2012-2013 | 8e de NM1            | 34           | Demi-finaliste  | 32e de finale   | -              | -       |
| 2011-2012 | 1er de NM2           | 26           | -               | -               | -              | -       |
| 2010-2011 | 4e de NM2            | 26           | -               | -               | -              | -       |
| 2009-2010 | 1er de NM2           | 26           | -               | -               | -              | -       |
| 2008-2009 | 8e de NM2            | 26           | -               | -               | -              | -       |
| 2007-2008 | 3e de NM2            | 26           | -               | -               | -              | -       |
| 2006-2007 | 2e de NM2            | 26           | -               | -               | -              | -       |
| 2005-2006 | 2e de NM2            | 26           | -               | -               | -              | -       |
| 2004-2005 | 2e de NM2            | 26           | -               | -               | -              | -       |
| 2003-2004 | 2e de NM2            | 26           | -               | -               | -              | -       |
| 2002-2003 | 2e de NM2            | 26           | -               | -               | -              | -       |
| 2001-2002 | 7e de NM2            | 26           | -               | -               | -              | -       |
| 2000-2001 | 4e de NM2            | 26           | -               | -               | -              | -       |
| 1999-2000 |                      |              |                 |                 |                |         |
| 1998-1999 |                      |              |                 |                 |                |         |
| 1997-1998 |                      |              |                 |                 |                |         |
| 1996-1997 | NM4 (D6)             |              |                 |                 |                |         |
| 1995-1996 | Pro B                |              |                 |                 |                |         |
| 1994-1995 | 6e de Pro B          | 26           | Quart de finale |                 |                |         |
| 1993-1994 | 9e de Pro B          | 34           |                 |                 |                |         |
| 1992-1993 | Pro B                |              |                 |                 |                |         |
| 1991-1992 | Pro B                |              |                 |                 |                |         |
| 1990-1991 | Pro B                |              |                 |                 |                |         |
| 1989-1990 | Pro B                |              |                 |                 |                |         |
| 1988-1989 | Pro B                |              |                 |                 |                |         |
| 1987-1988 |                      |              |                 |                 |                |         |
| 1986-1987 | 10e de N2            | 22           |                 |                 |                |         |

## Joueurs et personnalités du club

### Présidents
- 1996-2012 :  Dominique Salbreux
- 2012-2015 :  Hubert Locmane
- 2015-2021:  Cyril Moiroud
- 2021- :  Charles Kloboukoff

### Manager général
- 2020- :  Aymeric Jeanneau

### Entraîneurs successifs
- 2008-2020 :  Grégory Thiélin
- 2020-2022 :  François Sence
- 2022-     :  Julien Cortey

### Joueurs célèbres et marquants
- Freddy Hufnagel
- Anthony Taylor (en)
- Don Collins

## Structures

### Salle
La salle doit son nom à un ancien joueur de Rupella, Gaston Neveur, mort dans un accident de voiture, au retour d'un match contre les JSA Bordeaux, le 28 octobre 1972.
La salle Gaston-Neveur, construite en 1981 sur l'esplanade des Parcs, contient environ 1 994 places se répartissant ainsi :
- 810 spectateurs en tribune fixe ;
- 1 164 spectateurs en tribunes démontables ;
- 20 personnes sur le terrain de jeu.